# Operettenstaat
Operettenstaat ist eine umgangssprachliche abwertende Bezeichnung für einen Kleinstaat, der großen Wert auf repräsentativen Prunk legt, um damit den Eindruck zu erwecken einflussreich zu sein, obwohl er als unbedeutend wahrgenommen wird. Staatsrechtlich hat der Begriff keinerlei Konsequenz und ist dem Sprachgut des Journalismus sowie der Publizistik zuzurechnen.

## Wortherkunft
Der Begriff ist eng mit den Operetten von Jacques Offenbach aus der Zeit des Zweiten Kaiserreichs verbunden. Operettenstaaten auf der Bühne sind beispielsweise Gerolstein aus Die Großherzogin von Gerolstein (1867) wie auch Lahore aus Barkouf (1860) von Jacques Offenbach, Pontevedrino aus Die lustige Witwe (1905) von Franz Lehár und Sachsen-Karlsberg aus The Student Prince (1924) von Sigmund Romberg. Weiterhin sind Freedonia aus dem Film Die Marx Brothers im Krieg (1933) der Marx Brothers sowie Ruritanien in Romanen von Anthony Hope (ab 1894) bekannte Beispiele.

## Geschichtlicher Hintergrund
Weil man im 19. Jahrhundert schöne Uniformen und großartige Staatsanlässe auf der Bühne sehen wollte, aber aufgrund der Zensur keine wirklichen politischen Ereignisse schildern durfte, wich man ins Reich der Phantasie aus. Umgekehrt entfalteten Monarchen, die wie z. B. Ludwig II. von Bayern zunehmend entmachtet wurden, bloß noch hoheitlichen Glanz. Die Repräsentation entsprach also in beiden Fällen nicht der realen Bedeutung. Ein großer Teil der Bürger, vor allem im deutschen Sprachgebiet, betrachtete die Kleinstaaterei mit Misstrauen und befürwortete eine Einigung zum Nationalstaat. So wurde das Bild des Staates in der Operette seit den 1860er-Jahren auf wirkliche Staaten übertragen, die sich dem angestrebten Nationalstaat widersetzten.

## Beispiele
Lange wurde das Fürstentum Monaco bisweilen als Operettenstaat bezeichnet, jedoch hat es sich von einem solchen in eine ernstzunehmende – und viel kritisierte – Steueroase entwickelt. In Asien galt Mandschukuo, das von Japan in der Mandschurei eingesetzte Kaiserreich, als Operettenstaat; ebenfalls die Philippinen während des Marcos-Regimes. In Afrika wurde neben einigen westafrikanischen Kleinstaaten auch Muammar al-Gaddafis Libyen als Operettenstaat bezeichnet. Als Beispiel für einen lateinamerikanischen Operettenstaat wird die Dominikanische Republik während der Trujillo-Ära gezählt.